# Nicolás Monardes
Nicolás Bautista Monardes (1493 – 10 ottobre 1588) è stato un medico e botanico spagnolo.

## Biografia
Studiò medicina ad Alcalá de Henares, dove si laureò nel 1533. Qui si formò seguendo l'Umanesimo di Antonio de Nebrija, come testimonia il suo trattato Diálogo llamado pharmacodilosis (1536), dove esaminò e suggerì lo studio di vari autori classici, fra cui Dioscoride.
Nel 1547, ottenne un dottorato alla Università di Siviglia, iniziando così la sua carriera di medico e erborista. Il suo più importante trattato fu la Historia medicinal de las cosas que se traen de nuestras Indias Occidentales, pubblicato in tre parti con diversi titoli e in diversi momenti (1565, 1569 e 1574), poi ripubblicato interamente nel 1580. Questo trattato fu tradotto in varie lingue, fra cui il latino (a opera di Charles de l'Écluse), l'inglese (da John Frampton) e l'italiano (da Giovan Batista Scarampo).